# Herronton
Herronton est un hameau (hamlet) du Comté de Vulcan, situé dans la province canadienne d'Alberta.